# عاملا الخبز
عاملا الخبز (بالإنجليزية: Breadwinners)‏ هو مسلسل تم إنتاجه في الولايات المتحدة من قبل شركة الرسوم المتحركة الشهيرة نكلوديون بدأ عرضه في سنة 2014 على نكلوديون. بلغ عدد حلقاته 25 حلقة، وتبلغ مدة الحلقة الواحدة 22 دقيقة. تم بث المسلسل لأول مرة بتاريخ 17 فبراير 2014. بدأ عرضه على نكلوديون العربية في مارس 2015.

## القصة
يتحدث المسلسل عن اثنين من البط لونهما أخضر يعملان في توزيع الخبز وهما شخصين متهورين جدا يركبان في سيارة طائرة.

## الشخصيات

### البطلين
- كواكوا (SwaySway سواي سواي) (مؤدي الصوت: روبي ديموند, المدبلج العربي: هاني عبد الحي)
- بودو (Buhdeuce بادوس) (مؤدي الصوت: إريك بوذا, المدبلج العربي: عادل خلف)

### الشخصيات الثانوية
- صانع الخبز (The Bread Maker ذا بريد ميكر) (مؤدي الصوت: فريد تاتاشور, المدبلج العربي: هشام الشاذلي)
- جيلي (Jelly) (مؤدي الصوت: ألكسندر بولينسكي)
- كيتا (Ketta) (مؤدية الصوت: كاري والغرين, المدبلجة العربية: )
- تي-ميدي (T-Midi) (مؤدي الصوت: إس سكوت بولوك, المدبلج العربي: )